# Luis Ángel de la Viuda
Luis Ángel de la Viuda Pereda  (Burgos, 1932) es un periodista y empresario español.
Tras los estudios de primaria y secundaria en su ciudad natal, De la Viuda estudió en las universidades de Valladolid y en la Complutense de Madrid. Se licenció en Derecho y en Ciencias de la Información (Periodismo). 

## Prensa escrita
Su primer trabajo periodístico fue en la prensa escrita, en el periódico burgalés La Voz de Castilla. También dirigió el diario Pueblo y las revistas SP y Telerradio. Columnista en varios medios (Diario 16, ABC, El Mundo), su relación ha sido especialmente estrecha con el Diario de Burgos.

## Medios audiovisuales
Fue director de informativos y jefe de programas de Radio Nacional de España y, posteriormente, director de programas de Televisión Española (cuando Adolfo Suárez era director de RTVE). Fundó Radio 80 y, tras su fichaje en Antena 3, tuvo cargos directivos en la radio y la televisión de dicha empresa.
Como tertuliano, ha participado en programas de Antena 3, Onda Cero y la Cadena Cope.

## Premios
Entre los numerosos reconocimientos, tienen un Premio Ondas, el título de Burgalés de pro, cónsul de la Universidad de Cónsules
de Burgos, miembro fundador de la cofradía de la Morcilla Burgensis y Báculo de Honor de la Federación de Peñas y Asociaciones de San Lesmes.